# Giải Wolf Vật lý
Giải Wolf Vật lý (tiếng Anh: Wolf Prize in Physics) là một giải thưởng thường niên của Quỹ Wolf (Wolf Foundation) nhằm trao tặng cho những nhà vật lý có đóng góp xuất sắc. Đây là một trong 6 giải của hệ thống Giải Wolf (cùng với Nông nghiệp, Hóa học, Toán học, Y học và Nghệ thuật), nó được trao lần đầu năm 1978 cho nhà vật lý người Mỹ gốc Hoa Ngô Kiện Hùng. Giải Wolf Vật lý thường được giới vật lý coi là giải thưởng danh giá thứ hai của ngành này, chỉ sau Giải Nobel Vật lý.

## Người nhận giải
| Năm    | Người nhận giải                                          | Quốc tịch                                | Ghi chú |
| ------ | -------------------------------------------------------- | ---------------------------------------- | --- |
| 1978   | Ngô Kiện Hùng                                            | Đài Loan/ Hoa Kỳ                         | Vì những khám phá thực nghiệm trong việc tìm ra tương tác yếu, đặc biệt là việc chứng minh thực nghiệm cho sự vi phạm bảo toàn chẵn lẻ. |
| 1979   | George Eugene Uhlenbeck                                  | Hà Lan / Hoa Kỳ                          | Vì những khám phá về spin của electron. |
| 1979   | Giuseppe Occhialini                                      | Ý                                        | Vì những khám phá về sự ghép cặp của electron và pion mang điện tích. |
| 1980   | Michael E. Fisher Leo P. Kadanoff Kenneth G. Wilson      | Hoa Kỳ · Hoa Kỳ · Hoa Kỳ                 | Vì những khám phá về tính chất nhiệt động lực học tại điểm tới hạn trong quá trình chuyển pha của vật chất. |
| 1981   | Freeman J. Dyson Gerard 't Hooft Victor F. Weisskopf     | Anh Quốc / Hoa Kỳ · Hà Lan · Áo / Hoa Kỳ | Vì những khám phá về vật lý lý thuyết, đặc biệt là trong việc phát triển và ứng dụng Lý thuyết trường lượng tử. |
| 1982   | Leon M. Lederman Martin Lewis Perl                       | Hoa Kỳ · Hoa Kỳ                          | Vì những khám phá thực nghiệm trong việc tìm ra hạt mới thuộc thế hệ ba của quark và lepton. |
| 1983/4 | Erwin Hahn                                               | Hoa Kỳ                                   | Vì những khám phá về spin nguyên tử. |
| 1983/4 | Peter B. Hirsch                                          | Anh Quốc                                 | Vì những khám phá về việc sử dụng kính hiển vi điện tử để nghiên cứu cấu trúc tinh thể. |
| 1983/4 | Theodore H. Maiman                                       | Hoa Kỳ                                   | Vì những khám phá về laser ruby xung ba cấp. |
| 1985   | Conyers Herring Philippe Nozieres                        | Hoa Kỳ · Pháp                            | Vì những khám phá về lý thuyết chất rắn, đặc biệt là hoạt động của electron trong kim loại. |
| 1986   | Mitchell J. Feigenbaum                                   | Hoa Kỳ                                   | Vì những khám phá lý thuyết về các hệ không đẳng hướng, giúp đưa ra một nghiên cứu hệ thống cho lý thuyết hỗn loạn. |
| 1986   | Albert J. Libchaber                                      | Pháp / Hoa Kỳ                            | Vì những khám phá thực nghiệm trong việc mô tả quá trình chuyển pha của các hệ động học hỗn loạn. |
| 1987   | Herbert Friedman                                         | Hoa Kỳ                                   | Vì những khám phá về tia X có nguồn gốc Mặt Trời. |
| 1987   | Bruno B. Rossi Riccardo Giacconi                         | Ý / Hoa Kỳ · Ý / Hoa Kỳ                  | Vì những khám phá về nguồn gốc của các tia X ngoài Hệ Mặt Trời. |
| 1988   | Roger Penrose Stephen W. Hawking                         | Anh Quốc · Anh Quốc                      | cho những đóng góp sáng tạo của họ về thuyết tương đối rộng, trong đó họ đã chỉ ra sự cần thiết của các kỳ dị vũ trụ học và đã lý giải về vật lý lỗ đen. Trong nghiên cứu này họ đã mở rộng tầm hiểu biết của chúng ta lên rất nhiều về nguồn gốc và số phận của Vũ trụ.                          |
| 1989   | Không trao giải                                          |                                          | |
| 1990   | Pierre-Gilles de Gennes David J. Thouless                | Pháp · Anh Quốc / Hoa Kỳ                 | cho những đóng góp tiên phong ở nhiều lĩnh vực giúp hiểu biết về tổ chức của các hệ vật chất ngưng tụ phức tạp, đặc biệt nghiên cứu của de Gennes về vật chất chứa các đại phân tử và tinh thể lỏng và của Thouless về các hệ mất trật tự và có số chiều thấp.                                    |
| 1991   | Maurice Goldhaber Valentine L. Telegdi                   | Hoa Kỳ; · Thụy Sĩ / Hoa Kỳ               | cho những đóng góp độc lập của họ mang tính nền tảng đối với vật lý hạt và vật lý hạt nhân, đặc biệt về tương tác yếu có sự tham gia của các lepton. |
| 1992   | Joseph Hooton Taylor, Jr.                                | Hoa Kỳ                                   | Vì những khám phá về sao xung vô tuyến giúp kiểm chứng với độ chính xác cao lý thuyết tương đối tổng quát. |
| 1993   | Benoît Mandelbrot                                        | Pháp / Hoa Kỳ                            | cho việc nhận ra sự xuất hiện một cách phổ quát các fractal và phát triển các công cụ toán học nhằm miêu tả chúng, ông đã thay đổi thế giới quan của chúng ta về tự nhiên. |
| 1994/5 | Vitalij Ginzburg                                         | Nga                                      | Vì những đóng góp về lý thuyết siêu dẫn và các quá trình năng lượng cao trong vật lý thiên văn. |
| 1994/5 | Yoichiro Nambu                                           | Nhật Bản / Hoa Kỳ                        | cho đóng góp của ông về lý thuyết hạt cơ bản, bao gồm việc nhận ra vai trò quan trọng của quá trình phá vỡ đối xứng tự phát tương tự trong lý thuyết siêu dẫn, và khám phá ra đối xứng màu của tương tác mạnh.                                                                                    |
| 1995/6 | Không trao giải                                          |                                          | |
| 1996/7 | John Archibald Wheeler                                   | Hoa Kỳ                                   | cho đóng góp kinh điển của ông về vật lý lỗ đen, hấp dẫn lượng tử, và các lý thuyết về tán xạ hạt nhân và phân chia hạt nhân. |
| 1998   | Yakir Aharonov Michael V. Berry                          | Israel · Anh Quốc                        | cho khám phá của họ về các pha hình học và pha tô pô lượng tử, đặc biệt về hiệu ứng Aharonov–Bohm, pha Berry, và sự kết hợp của chúng trong nhiều lĩnh vực của vật lý. |
| 1999   | Dan Shechtman                                            | Israel                                   | vì khám phá bằng thực nghiệm về giả tinh thể, các chất rắn có cấu trúc không tuần hoàn và có trật tự trên khoảng cách lớn, giúp thúc đẩy quá trình khám phá trạng thái cơ bản mới của vật chất.                                                                                                   |
| 2000   | Raymond Davis Jr. Masatoshi Koshiba                      | Hoa Kỳ · Nhật Bản                        | Vì khám phá thực nghiệm tiên phong trong việc dò được neutrino vũ trụ, giúp mở ra nhánh nghiên cứu mới, vật lý thiên văn neutrino. |
| 2001   | Không trao giải                                          |                                          | |
| 2002/3 | Bertrand I. Halperin Anthony J. Leggett                  | Hoa Kỳ · Anh Quốc / Hoa Kỳ               | cho những thấu hiểu quan trọng trên một phạm vi rộng của ngành vật lý vật chất ngưng tụ: Nghiên cứu của Leggett về tính siêu chảy của đồng vị nhẹ heli và các hiệu ứng lượng tử vĩ mô; và đóng góp của Halperin về quá trình tan chảy 2 chiều, các hệ mất trật tự và các electron tương tác mạnh. |
| 2004   | Robert Brout François Englert Peter W. Higgs             | Bỉ · Bỉ · Anh Quốc                       | cho công trình tiên phong giải thích sự hình thành khối lượng khi nhận ra đối xứng chuẩn cục bộ có tính bất đối xứng trong thế giới hạt hạ nguyên tử. |
| 2005   | Daniel Kleppner                                          | Hoa Kỳ                                   | Vì những khám phá trong vật lý nguyên tử liên quan tới ngưng tụ Bose-Einstein. |
| 2006/7 | Albert Fert Peter Grünberg                               | Pháp · Đức                               | Vì những khám phá trong việc tìm ra hiệu ứng từ trở khổng lồ (GMR). |
| 2008   | Không trao giải                                          |                                          | |
| 2009   | Không trao giải                                          |                                          | |
| 2010   | John F. Clauser Alain Aspect Anton Zeilinger             | Hoa Kỳ · Pháp · Áo                       | cho những đóng góp của họ về ý tưởng và thí nghiệm cơ bản cho cơ sở của cơ học lượng tửm đặc biệt là chuỗi các thí nghiệm kiểm tra bất đẳng thức Bell mang tính phức tạp ngày càng cao, hoặc là mở rộng chúng, sử dụng các trạng thái vướng víu lượng tử.                                         |
| 2011   | Maximilian Haider Harald Rose Knut Urban                 | Áo · Đức · Đức                           | cho phát triển của họ về hiển vi điện tử hiệu chỉnh quang sai, cho phép quan sát từng nguyên tử với độ chính xác cỡ picômét, làm cách mạng hóa khoa học vật liệu. |
| 2012   | Jacob D. Bekenstein                                      | Israel                                   | cho nghiên cứu của ông về lỗ đen. |
| 2013   | Peter Zoller Ignacio Cirac                               | Áo · Tây Ban Nha                         | cho những đóng góp đột phá về lý thuyết của xử lý thông tin lượng tử, quang học lượng tử và vật lý của khí lượng tử. |
| 2014   | Không trao giải                                          |                                          | |
| 2015   | James D. Bjorken                                         | Hoa Kỳ                                   | cho dự đoán về sự chia tỷ lệ (scaling) ở tán xạ phi đàn hồi sâu, dẫn đến xác định các thành phần cấu trúc dạng chất điểm trong nucleon. Ông có đóng góp quan trọng cho việc lý giải bản chất của tương tác mạnh.                                                                                  |
| 2015   | Robert P. Kirshner                                       | Hoa Kỳ                                   | cho việc tạo ra nhóm, môi trường làm việc và hướng dẫn đối với các sinh viên và nghiên cứu sinh của ông đưa họ đến khám phá ra sự mở rộng gia tăng của vũ trụ. |
| 2016   | Yoseph Imry                                              | Israel                                   | cho nghiên cứu của ông về vật lý vật chất trung gian (mesoscopic physics) – một nhánh của vật lý học nghiên cứu các đối tượng nhỏ hơn kích thước vĩ mô (nhìn thấy bằng mắt thường) nhưng lớn hơn các nguyên tử.                                                                                   |
| 2017   | Michel Mayor Didier Queloz                               | Thụy Sĩ · Thụy Sĩ                        | cho khám phá ra hành tinh ngoại hệ quay quanh một ngôi sao tương tự Mặt Trời. |
| 2018   | Charles H. Bennett Gilles Brassard                       | Hoa Kỳ · Canada                          | cho hợp tác nghiên cứu của họ trong lĩnh vực đang mở rộng nhanh chóng là khoa học thông tin lượng tử. |
| 2019   | Không trao giải                                          |                                          | |
| 2020   | Rafi Bistritzer Pablo Jarillo-Herrero Allan H. MacDonald | Israel · Tây Ban Nha · Canada            | cho những nghiên cứu tiên phong về lý thuyết và thực nghiệm về hệ graphene hai lớp trượt xoắn. |
| 2021   | Giorgio Parisi                                           | Italia                                   | cho những khám phá đột phá trong các hệ mất trật tự, vật lý hạt và vật lý thống kê. |
| 2022   | Anne L'Huillier Paul Corkum Ferenc Krausz                | Pháp / Thụy Điển · Canada · Hungary / Áo | cho những đóng góp tiên phong của lĩnh vực khoa học laser siêu nhanh và vật lý atto giây. |